# خوسيه كوردوفا هرنانديز
خوسيه كوردوفا هرنانديز (بالإسبانية: José Córdova Hernández)‏ هو سياسي مكسيكي، ولد في 12 أكتوبر 1959 في المكسيك. حزبياً، نشط في الحزب الثوري المؤسساتي. وقد انتخب عضو مجلس النواب المكسيك.